# RS-344
La Rodovia Sepé Tiaraju (RS-344) es una carretera brasileña localizada en la región Noroeste del estado de Rio Grande do Sul.
Posee una extensión de 104 kilómetros, iniciando su recorrido en la ciudad de Porto Mauá, municipio fronterizo con Argentina, pasando por Tuparendi, Santa Rosa, Giruá, Santo Ângelo, terminando en Entre-Ijuís, en el cruce con la BR-285.
En Entre-Ijuís, la carretera atraviesa la ciudad dividiéndola en dos partes y reciba el nombre de Rua Integração. En este trecho, existen cuatro lomos de burro electrónicos, dos en cada pista. siendo 50 km/h la velocidad máxima permitida.
La carretera cuenta con dos puestos de la Policía Rodoviária Estadual:
- Km 43, en Santa Rosa;
- Km 97, en Santo Ângelo.

## Recorrido
| Inicio del trecho                              | Final del trecho                             | Extensión | Situación   |
| ---------------------------------------------- | -------------------------------------------- | --------- | ----------- |
| Porto Mauá (Frontera entre Argentina y Brasil) | Cruce con RS-305 (Tuparendi)                 | 28,37 km  | Pavimentado |
| Cruce con RS-305 (Tuparendi)                   | Cruce con BR-472 (A) (Cruzeiro, Santa Rosa)  | 9,62 km   | Pavimentado |
| Cruce con BR-472 (A) (Cruzeiro, Santa Rosa)    | Cruce con BR-472 (B) (acceso a Santo Cristo) | 2,43 km   | Pavimentado |
| Cruce con BR-472 (B) (acceso a Santo Cristo)   | Cruce con RS-162 (A) / RS-307 (Santa Rosa)   | 2,45 km   | Pavimentado |
| Cruce con RS-162 (A) / RS-307 (Santa Rosa)     | Cruce con RS-162 (B) (Cruzeiro, Santa Rosa)  | 3,85 km   | Pavimentado |
| Cruce con RS-162 (B) (Cruzeiro, Santa Rosa)    | Acceso a Giruá                               | 17,06 km  | Pavimentado |
| Acceso a Giruá                                 | Cruce con BR-392 (A) (Santo Ângelo)          | 19,19 km  | Pavimentado |
| Cruce con BR-392 (A) (Santo Ângelo)            | Cruce con RS-218 (Santo Ângelo)              | 12,24 km  | Pavimentado |
| Cruce con RS-218 (Santo Ângelo)                | Cruce con BR-285 (Entre-Ijuís)               | 9,16 km   | Pavimentado |